# Mariä Geburt (Gebenhofen)

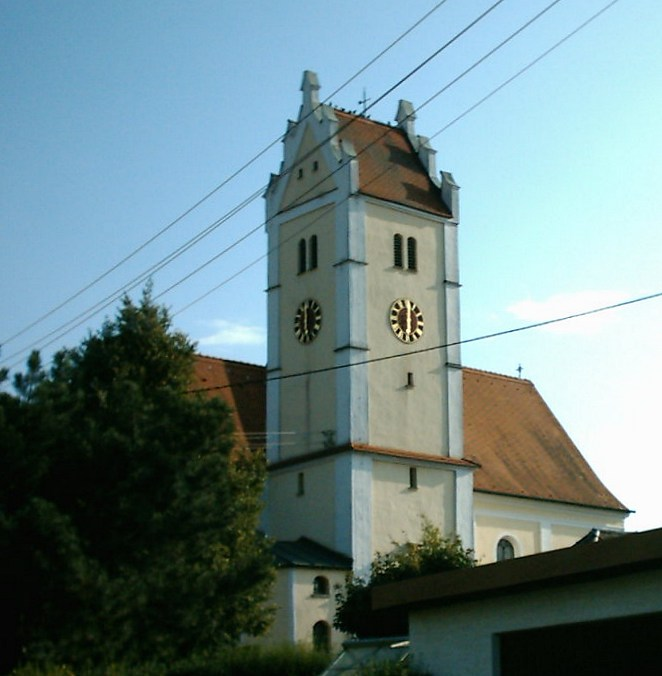
Kirche Mariä Geburt in Gebenhofen

Die katholische Pfarrkirche Mariä Geburt in Gebenhofen, einem Gemeindeteil von Affing im Landkreis Aichach-Friedberg im bayerischen Regierungsbezirk Schwaben, steht am Pfarrer-Wiedemann-Weg 1 und ist ein geschütztes Baudenkmal. Die Kirche liegt umgeben vom Friedhof erhöht in der Ortsmitte.

## Beschreibung
Der Chor und der Turm wurden in der ersten Hälfte des 16. Jahrhunderts erbaut. Das Langhaus stammt aus dem Jahr 1765.
Der pilastergegliederte Saalbau mit gedrückter Stichkappentonne besitzt einen eingezogenen Chor unter einer Flachtonne. Der nördliche Satteldachturm ist mit Zinnengiebeln versehen.
Die Bleiglasfenster des Chors wurden 1902/03 von Franz Xaver Zettler geschaffen: nördlich der zwölfjährige Jesus im Tempel und südlich Darstellung des Herrn.